# Sussaba callosa
Sussaba callosa là một loài tò vò trong họ Ichneumonidae.